# Ki 20

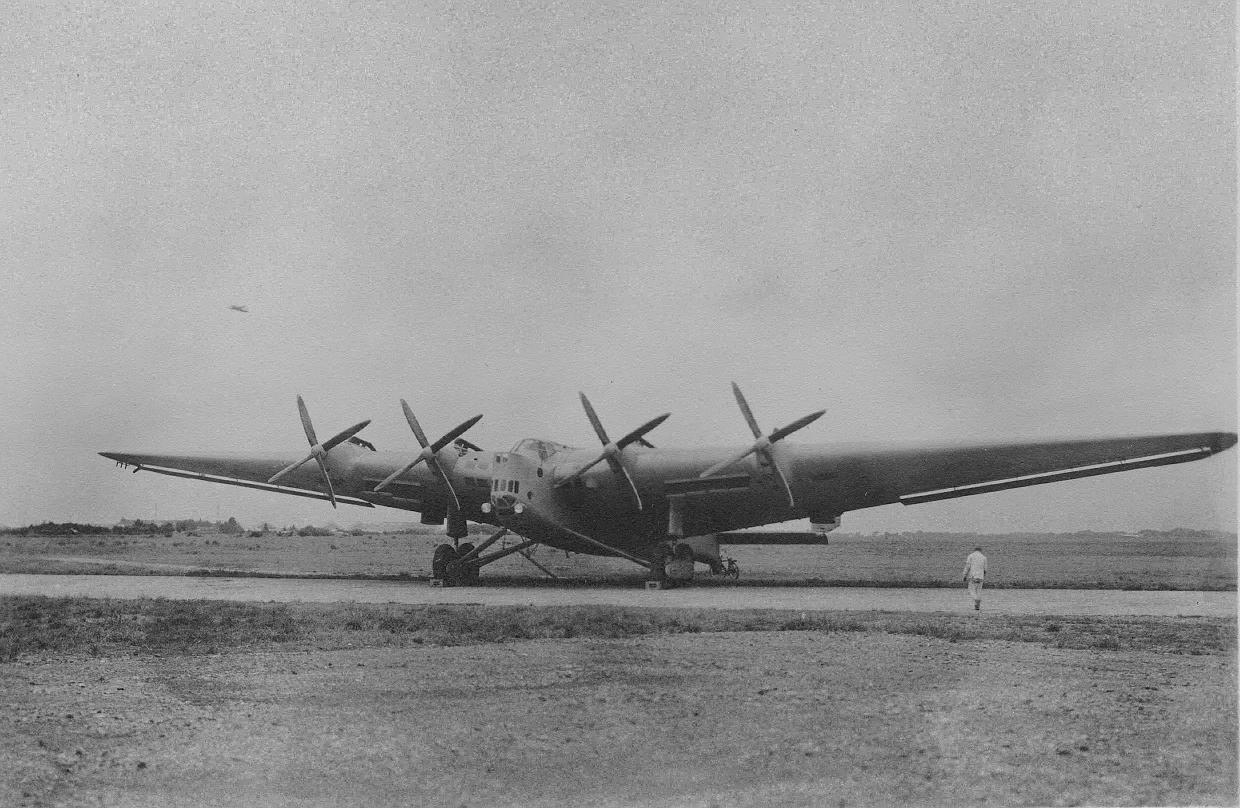
Vooraanzicht Ki 20

De Ki 20 was een Japanse zware bommenwerper, ontwikkeld door de Duitse vliegtuigbouwer Junkers op basis van het Junkers G 38 passagiersvliegtuig. Mitsubishi bouwde zes toestellen onder licentie. De Ki 20 kwam niet meer in actie in de Tweede Wereldoorlog.
In 1931 gaf het Japanse vliegtuigbouwbedrijf Mitsubishi Nainenki Kabushiki Kaisha Junkers de opdracht om een bommenwerperversie van het passagiersvliegtuig G 38 te ontwerpen. Junkers gaf het ontwerp de naam Junkers K 51 mee. 
De bouwplannen en een casco werden in 1932 aan de Japanners verkocht. In hetzelfde jaar begon Mitsubishi met de productie van de lange afstand bommenwerper onder de naam Ki 20. In totaal zijn er zes exemplaren gemaakt. Ter verdediging werd het rondom uitgerust met machinegeweren en een bommenlast van maximaal vijf ton kon worden meegevoerd. Het is nauwelijks ingezet en werd in 1941 uit dienst gesteld.